# Trương Công Cừu
Trương Công Cừu (1 tháng 1 năm 1917 – 8 tháng 3 năm 2022) là giáo sư và chính khách Việt Nam Cộng hòa, từng giữ chức Quyền Bộ trưởng Bộ Ngoại giao Việt Nam Cộng hòa vào cuối thời Đệ Nhất Cộng hòa.

## Tiểu sử
Trương Công Cừu sinh năm 1917, quê quán làng Thanh Quýt, huyện Điện Bàn, tỉnh Quảng Nam, và là hậu duệ của Thượng thư nhà Tây Sơn Trương Công Hy.
Ông là tín hữu Công giáo. Năm 1952, ông tham gia vào công tác thành lập Giáo xứ Việt Nam tại Paris cùng với Đức Cha Cao Văn Luận. Ông cũng là một trong những người sáng lập và là trưởng khoa đầu tiên của Trường Đại học Sư phạm Sài Gòn, giảng dạy triết học và văn học Pháp.
Dưới thời Đệ Nhất Cộng hòa, ông giữ chức Bộ trưởng Đặc nhiệm Phối hợp Văn hóa Xã hội. Tháng 8 năm 1963, Ngoại trưởng Vũ Văn Mẫu xin từ chức do xảy ra cuộc khủng hoảng Phật giáo, Tổng thống Ngô Đình Diệm bác bỏ việc từ chức nhưng cho phép ông nghỉ phép 3 tháng để hành hương sang Ấn Độ, và để Trương Công Cừu lên thay làm Quyền Bộ trưởng Bộ Ngoại giao.
Dưới thời Đệ Nhị Cộng hòa, ông giữ chức Chủ tịch Việt Nam Nhân xã Cách mạng Đảng, lúc bấy giờ được coi là kế thừa của Đảng Cần lao Nhân vị thời Ngô Đình Diệm, tổ chức đảng này do đảng viên Cần lao ban đầu lãnh đạo. Năm 1973, ông bỏ trốn sang Pháp trái phép, được cho là để giúp cậu con trai 17 tuổi né tránh đi lính Quân lực Việt Nam Cộng hòa.
Ông qua đời ngày 8 tháng 3 năm 2022 ở Ronny-sur-Seine nước Pháp, hưởng thọ 105 tuổi.